# Lovro Monti
Lovro Monti (ur. 21 kwietnia 1835 w Kninie, zm. 9 kwietnia 1898 tamże) – chorwacki polityk i prawnik, działacz dalmatyński.

## Życiorys
Ukończył studia na Wydziale Prawa na Uniwersytecie Padewskim. W 1859 roku uzyskał stopień naukowy doktora. Jako prawnik pracował w Splicie, a po odbyciu aplikacji adwokackiej, w Kninie.
W 1860 roku dołączył do partii Narodna stranka u Dalmaciji. Był jednym z przywódców i ideologów chorwackiego odrodzenia narodowego na terenie Królestwa Dalmacji. Był współzałożycielem czasopisma Il Nazionale. Czterokrotnie (1865, 1867, 1870 i 1876) uzyskiwał mandat poselski do dalmatyńskiego parlamentu. W 1866 roku został burmistrzem Kninu. W 1873 i 1879 roku uzyskiwał również mandat do austriackiej Rady Państwa. Był zwolennikiem zjednoczenia Dalmacji z Chorwacją oraz współpracy chorwacko-serbskiej; sprzeciwiał się natomiast tendencjom centralistycznym i niemiecko-węgierskiej hegemonii. W 1882 roku wycofał się z życia politycznego.